# Ocracu
Ocracu – wieś w Rumunii, w okręgu Vâlcea, w gminie Alunu. W 2011 roku liczyła 551 mieszkańców.